# آن فلچر
آن مری فلچر (به انگلیسی: Anne Marie Fletcher) (زاده ۱ می ۱۹۶۶) هنرپیشه، طراح رقص و کارگردان آمریکایی متلود دیترویت ، میشیگان است. وی تا زمان فارغ التحصیلی در سال ۱۹۸۴ با کسب درجه عالی از دبیرستان لیک شور ، در کنار خانواده خود در حومه دریاچه محلی سنت کلر شورس ، میشیگان زندگی می کرد. فلچر از ۱۲ سالگی پس از تماشای رقص مادرش مادرش در کلاس رقص، شروع به آموزش دروس رقص در یک استودیوی محلی رقص ، به نام مدرسه هنرهای نمایشی Turning Point کرد. وی در سن ۱۵ سالگی در نمایش محلی Salute to the Superstars در کلوپ Mr. F’s Beef & Bourbon در استرلینگ هایتس ، میشیگان ظاهر شد. پس از فارغ التحصیلی از دبیرستان ، فلچر به لس آنجلس ، کالیفرنیا نقل مکان کرد ، و در آنجا آموزش های بیشتری را فراگرفت و در نهایت به عنوان یک رقاص حرفه ای شروع به کار کرد.
از فیلم‌های معروف او می‌توان به کارگردانی در فیلم سفر گناه، دامپلین و استپ آپ و همچنین بازی در فیلم دادلی دو-رایت اشاره کرد.